# Aethopyga magnifica
El suimanga magnífico (Aethopyga magnifica) es una especie de ave paseriforme de la familia Nectariniidae propia del oeste del archipiélago filipino. Anteriormente se consideraba una subespecie del suimanga siparaja (Aethopyga siparaja).

## Distribución y hábitat
El suimanga siparaja se distribuye por gran parte las islas del oeste de Filipinas: Tablas, Sibuyán, Panay, Guimarás, Negros, Cebú, Siquijor y el oeste de Bohol; donde ocupa los bosques húmedos tropicales.